# 美國航線歷史博物館
美國航線歷史博物館（英語：Airline History Museum）是一家位於美國密蘇里州堪薩斯市的博物館。

## 历史
1980年代後期成立，由美國環球航空公司的員工成立與管理。原名為「拯救洛克型客機基金會」，目前此博物館仍朝此方向努力當中，洛克型飛機在英文中常簡稱為Connie，其全名是Lockheed Constellation。來此航空博物館的遊客，可以了解過去巨無霸型客機載客與美國航線與航空公司發展的故事，並實際了解舊型客機的各個部位。該博物館就位於堪薩斯市城內機場的機棚當中。

## 網站
- 航空歷史博物館官方網站 （页面存档备份，存于）－英文